# آیلا هودژیچ
آیلا هودژیچ (بوسنیایی: Ajla Hodžić؛ زادهٔ ۲۵ ژانویهٔ ۱۹۸۰) بازیگر اهل بوسنی و هرزگوین است.